# 西格蒙德城堡

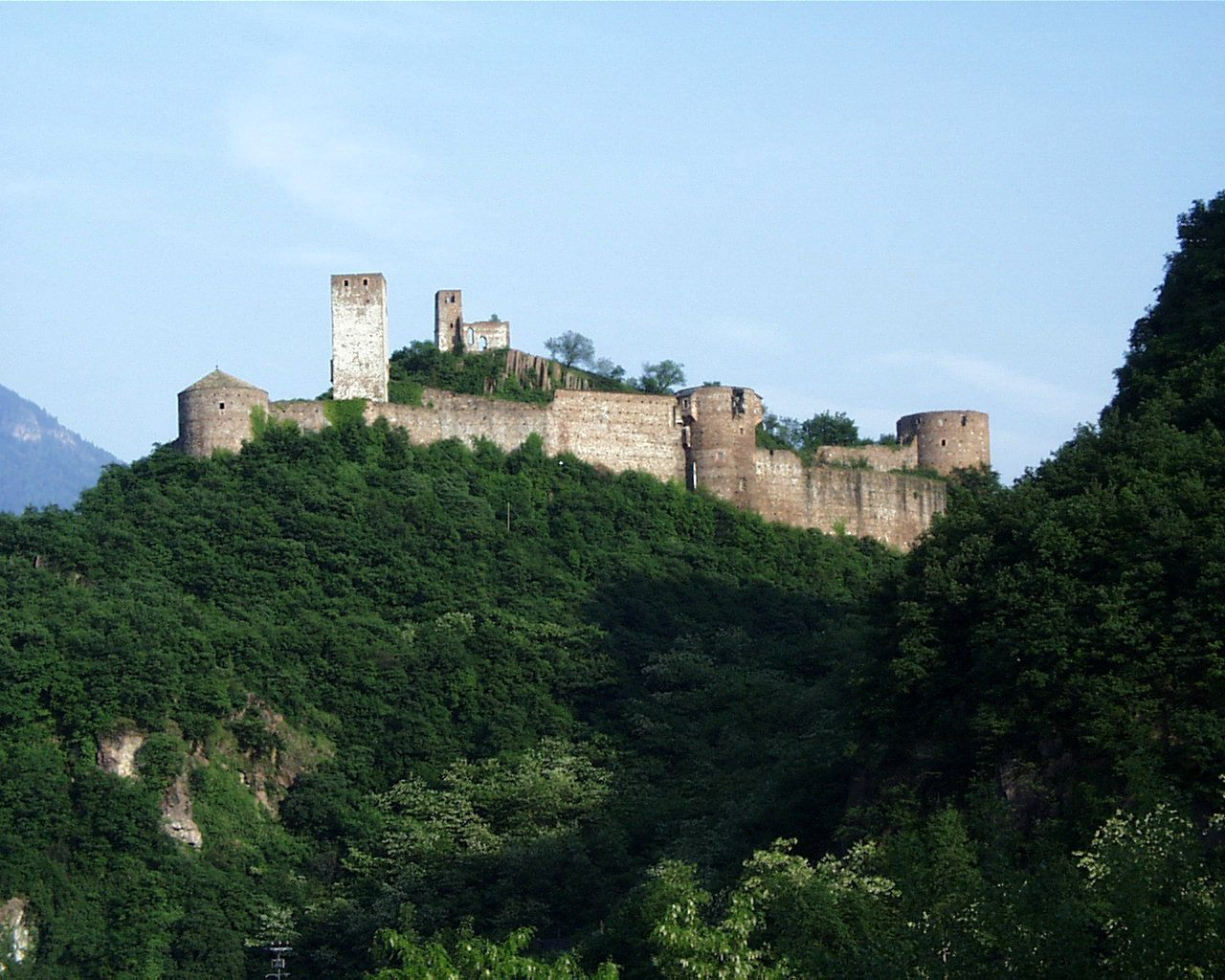
Sigmundskron城堡

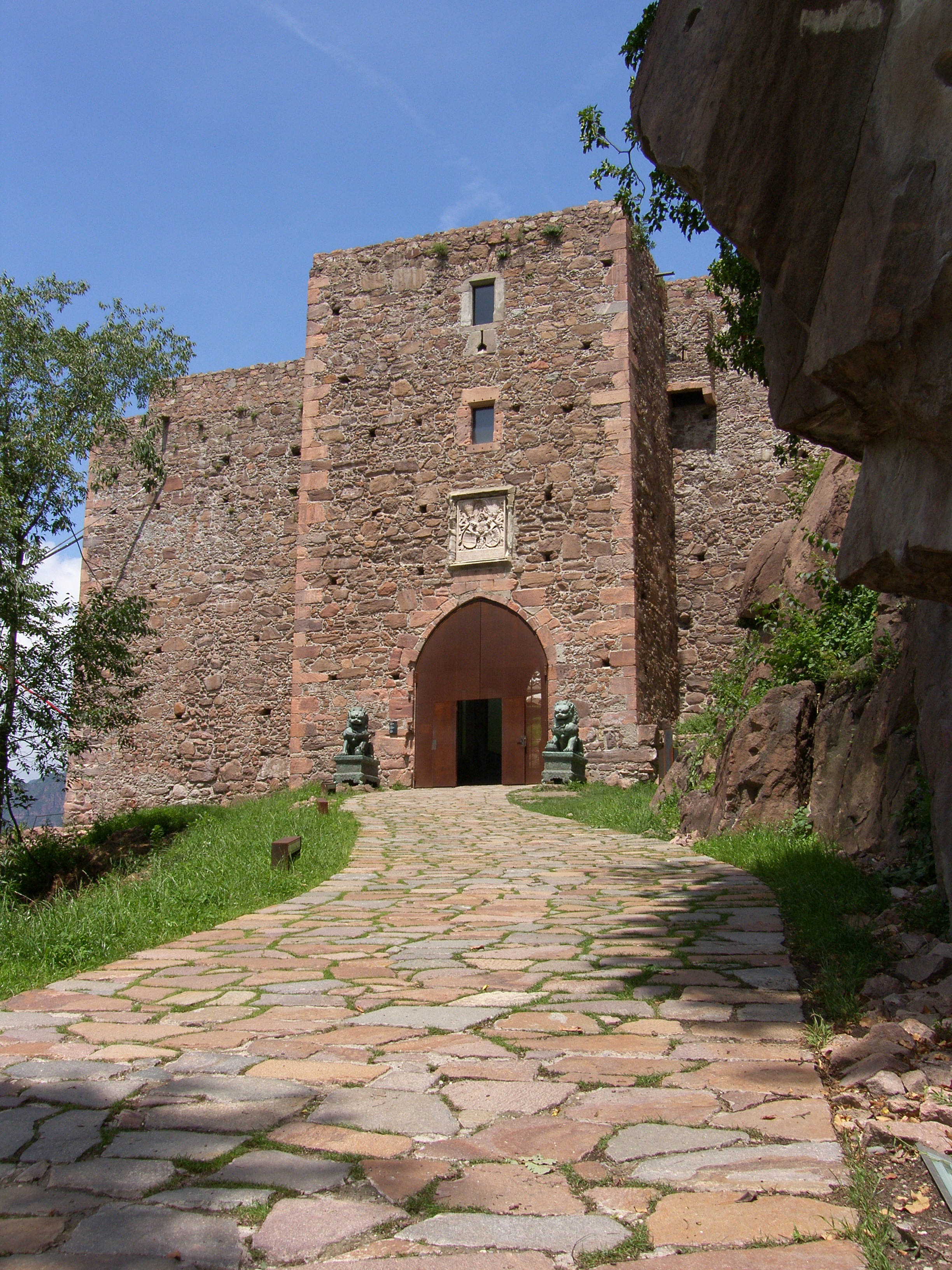

西格蒙德城堡（德語：Schloss Sigmundskron）是南蒂罗尔博尔扎诺附近的中世纪晚期城堡。2006年6月9日，南蒂罗尔登山家莱茵霍尔德·梅斯纳尔的第四个山峰博物馆“梅斯纳尔山峰博物馆菲尔米安”开设于此。

## 历史
城堡的历史记载可以追溯到公元945年。1027年，康拉德二世皇帝将它转给特伦托主教。在12世纪归属菲尔米安家族，从那时起命名为菲尔米安城堡。1473年左右蒂罗尔公爵西吉斯蒙德买下了城堡，更名为西格蒙德城堡，把它发展到能承受火器。
在18世纪末城堡属于沃尔肯斯泰因伯爵，1807至1870年属于萨伦蒂诺伯爵，此后直到1994年属于吐根堡伯爵。1976年，半毁的城堡被店主的家庭部分修复，开设一间餐厅。1996年，城堡归属博尔扎诺省。在2003年的春天，很大争议之后，莱茵霍尔德·梅斯纳尔获得他计划已久的山峰博物馆的许可证。
施工期间，于2006年3月发现一个新石器时代洞穴，发现一个女人的骨骼遗骸. 坟墓的年代估计为6000至7000年。

## 独立运动的象征
堡垒是南蒂罗尔的重要政治标志。1957年，在西尔维厄斯 马尼亚戈领导下, 南蒂罗尔历史上最大规模抗议集会在这里举行。30000多名在城堡聚集，抗议1947年巴黎和约的失败，并要求南蒂罗尔的自由（“自由来自特伦特”）。